# Arachis nitida
Arachis nitida là một loài thực vật có hoa trong họ Đậu. Loài này được Valls, Krapov. & C.E.Simpson miêu tả khoa học đầu tiên.